# San Bartolo (sito archeologico)
San Bartolo è un sito archeologico pre-colombiano della civiltà Maya situato nel dipartimento di Petén in Guatemala settentrionale, situato a nord est di Tikal e a 50 miglia dall'insediamento moderno più vicino. La fama di San Bartolo è dovuta alle pitture sui muri, influenzate dalla tradizione olmeca, e dai simboli di un tipo primitivo di scrittura maya. 
Nel sito si trova una piramide alta 26 metri chiamata "Las Ventanas" (Le Finestre); il tempio di "Las Pinturas" (Le Pitture); una tomba reale nel "Complesso Tigrillo" (Complesso dell'ocelot); e un altro complesso simile a quelli trovati a Uaxactún e Tikal. La piramide venne iniziata nel 300 a.C. e finita nel 50 d.C.

## Scoperta e ricostruzione dei murali
Nel 2001 alla base di una piramide, una squadra comandata da William Saturno, un ricercatore del Peabody Museum scoprì una stanza con muri dipinti.Gli scavi iniziarono nel marzo 2003. Le pitture sono state datate al 100 a.C., le più antiche ritrovate nel mondo maya.